# Alexander Alexandrowitsch Mechdijew
Alexander Alexandrowitsch Mechdijew (* 31. Mai 1984; russisch Александр Александрович Мехдиев) ist ein russischer Badmintonspieler, der im Parabadminton in den Startklassen STD7, SS6 und SH6 an den Start geht und mehrere Silber- und Bronzemedaillen bei Welt- und Europameisterschaften gewann.

## Karriere
Bei der Weltmeisterschaft 2011 in Guatemala-Stadt belegte er hinter dem Iren Niall McVeigh den zweiten Platz. Beim entscheidenden Spiel gegen McVeigh verlor Mechdijew mit 14:21, 19:21. Die Bronzemedaille ging an den Engländer Krysten Coombs.
Bei der Europameisterschaft in Dortmund im Jahr darauf schied Mechdijew gegen McVeigh im Halbfinale mit 8:21, 8:21 aus und erhielt wie der Engländer Oliver Clarke die Bronzemedaille.
Bei der Weltmeisterschaft 2013 in Dortmund startete Mechdijew im Einzel und Doppel. Im Doppel spielte er mit dem Inder Mark Joseph Dharmai, sie schieden im Halbfinale gegen die Engländer Oliver Clarke und Andrew Martin mit 8:21, 14:21 aus. Die Bronzemedaille ging zudem an Rachel Choong und Rebecca Bedford. Im Einzel verlor Mechdijew das Halbfinale gegen Andrew Martin mit 19:21, 18:21.
Bei der Europameisterschaft 2014 in Los Narejos schied Mechdijew sowohl im Einzel als auch im Doppel (mit Niall McVeigh als Partner) in der ersten Runde (Gruppenphase) aus. Im Einzel war sein einziger Sieg gegen den Schotten Robert Laing und im Doppel war die einzige Niederlage gegen die Engländer Krysten Coombs und Jack Shephard.
Bei der Weltmeisterschaft 2015 in Aylesbury spielte Mechdijew im Doppel mit dem Thailänder Sayatorn Chatsrijurarat und schied im Halbfinale gegen Krysten Coombs und Jack Shephard aus. Die Bronzemedaille teilten sich die beiden mit Robert Laing und dem Iren Andrew Moorcroft. Im Einzel verlor der Russe gegen den späteren Weltmeister, den Malaysier Didin Taresoh, im Viertelfinale mit 11:21, 17:21.
Bei der Europameisterschaft 2016 in Beek startete er im Doppel mit dem Iren Andrew Moorcroft, die beiden verloren das Halbfinale gegen Andrew Martin und Niall McVeigh. Im Einzel verlor Mechdijew im Viertelfinale gegen Jack Shepard mit 6:21, 10:21.
Bei der Europameisterschaft 2017 in Ulsan gewann er im Doppel mit seinem Partner, dem Franzosen Fabien Morat, die Bronzemedaille, nachdem sie das Halbfinale gegen Krysten Coombs und Jack Shephard verloren hatten. Im Einzel verlor er im Achtelfinale mit 13:21, 13:21 gegen den Inder Raja Magotra. Erstmals startete er im Mixed, zusammen mit der Schottin Deidre Nagle. Mit nur einem Sieg, gegen Paul Doling (England) und Randika Doling (Sri Lanka) schieden Mechdijew und Nagle in der Gruppenphase aus.
Bei der Europameisterschaft 2018 in Rodez startete er im Doppel erneut mit Fabien Morat, sie schieden mit zwei Siegen und zwei Niederlagen in der Gruppenphase aus. Auch im Einzel schied er bereits in der Gruppenphase aus, mit einem einzigen Sieg gegen den Franzosen Charles Noakes.
Bei der Europameisterschaft 2019 in Basel hatte er in der Gruppenphase einen einzigen Sieg, gegen den Italiener Berardino Lo Chiatto, und schied somit aus. Mit seiner Landsfrau Irina Borissowa überstand Mechdijew die Gruppenphase und schied gegen den Brasilianer Vitor Gonçalves Tavares und die Peruanerin Rubi Milagros Fernandez Vargas im Viertelfinale mit 21:23, 9:21 aus.
Sein bis dato letztes Spiel bestritt er beim Turnier IBERDROLA Spanish Para Badminton International 2022, als er im März 2022 in der zweiten Runde gegen den Inder Krishna Nagar verlor. Tags darauf verlor er im selben Turnier die dritte Runde des Mixed-Bewerbs, erneut mit Borisova, gegen das peruanische Duo Nilton Quispe Ignacio und Carmen Giuliana Póveda Flores.